# Don't Move
Don't Move è un film del 2024 diretto da Brian Netto e Adam Schindler.

## Trama
Iris è una donna in lutto per la recente scomparsa del figlioletto Mateo durante un'escursione in famiglia. Una mattina si alza presto all'insaputa del marito, non prende il telefono e guida fino al monte dove è posto il memoriale di Mateo. Distrutta dal dolore sta per buttarsi da una rupe, ma in quel momento appare un uomo che si presenta come Richard, il quale conversa con lei e la convince a non uccidersi. I due tornano nel parcheggio dove hanno lasciato le loro auto e qui Richard attacca Iris con un taser, stordendola per poi legarle polsi e caviglie con delle fascette prima di metterla sul retro della sua macchina.
Iris si risveglia e Richard le spiega le sue intenzioni di portarla in una baita isolata di sua proprietà, presumibilmente per abusare di lei per tutto il fine settimana e infine ucciderla. Iris usa un coltellino tascabile preso dalla tasca per liberarsi e attacca Richard, facendo schiantare l'auto. L'uomo informa Iris di essere riuscito a iniettarle una sostanza che la paralizzerà entro venti minuti, quindi lei è costretta a scappare nel bosco per cercare di sfuggirgli.
Iris comincia a perdere sensibilità agli arti e, a causa di ciò, il coltello le sfugge dalle dita. La donna riesce dapprima a nascondersi, poi a buttarsi in un fiume dove si lascia galleggiare per seminare Richard. Prima di paralizzarsi completamente, si trascina a riva.
Iris viene trovata da un anziano di nome Bill, che comunica vagamente con lei attraverso il battito delle palpebre. La porta nella sua casa e fa per chiamare in soccorso, ma si presenta alla porta Richard, che racconta di essere rimasto vittima di un incidente d'auto e di stare cercando sua moglie. Bill inizialmente non menziona Iris; quando Richard sta per convincerlo a parole della sua versione si tradisce con un dettaglio, quindi Bill chiama le autorità, venendo subito dopo ucciso da Richard. Quest'ultimo dà fuoco alla casa e Iris (che sta riacquistando lentamente mobilità) riesce ad attirare la sua attenzione strattonando le tende. 
Richard ruba il furgone di Bill e fugge con quello insieme a Iris prima dell'arrivo della polizia. Durante il tragitto, tramite una chiamata, si scopre che Richard (che non è il suo vero nome) è sposato e ha una figlia piccola. La moglie lo informa che verranno anche loro alla baita per il weekend, quindi Richard decide di sbarazzarsi subito di Iris. Si fermano in una stazione di servizio per fare rifornimento e Iris cerca inutilmente di aprire la portiera o di attirare l'attenzione di qualcuno, non riuscendo in quanto è ancora per gran parte paralizzata.
I due fanno ritorno all'auto incidentata di Richard per recuperare le cose di quest'ultimo. Un poliziotto si ferma per sapere cosa sia successo e Richard gli dice che Iris è sua moglie e che ha provocato un incidente guidando da ubriaca. Il poliziotto, insospettito, cerca di parlare con Iris e nota le siringhe contenenti la sostanza paralizzante, ma in quel momento viene ucciso da Richard. Iris recupera una siringa ma, pur colpendo Richard, non riesce a iniettargli il siero a causa della paralisi.
Iris recupera l'uso della parola e dialoga con Richard, il quale le spiega di essere un serial killer di donne da quando ha ucciso la sua ragazza dopo che avevano avuto un incidente stradale; avrebbe dissuaso Iris dal suicidarsi per il senso di potere nel toglierle la vita in prima persona. Richard porta Iris a un lago, prende una barca e si mette a remare con l'intenzione di scaricare il corpo ancora immobilizzato della donna in acqua, come ha già fatto con i cadaveri delle sue precedenti vittime. Iris riesce a prendere un coltello e pugnala ripetutamente Richard, poi gli ruba la pistola e gli spara, facendolo cadere nel lago. Gli spari perforano lo scafo della barca, che affonda; Iris riacquista mobilità e nuota in superficie prima di annegare.
Iris nota che il morente Richard ha raggiunto la riva, lo raggiunge e lo ringrazia ironicamente (come in precedenza si era rifiutata di fare) per averle restituito la volontà di vivere.

## Distribuzione
Il film è stato distribuito sulla piattaforma Netflix dal 25 ottobre 2024.